# Barbula leiophylla
Barbula leiophylla là một loài rêu trong họ Pottiaceae. Loài này được Tixier mô tả khoa học đầu tiên năm 1966.